# Riksvei

Straßenschild von Riksvei 5

Ein Riksvei (norwegisch: Reichsstraße) ist eine Hauptverkehrsstraße (des Reiches) in Norwegen und in etwa vergleichbar mit der deutschen Bundesstraße. Für Planung, Instandhaltung und Ausbau eines Riksvei ist das dem norwegischen Verkehrsministerium unterstellte Statens vegvesen verantwortlich.
Die Einteilung der Straßen in Riksvei, Fylkesvei und Kommunal vei wurde 1931 vorgenommen. Seit einer Verwaltungsreform im Jahr 2010 sind über 60 % der Straßen in regionaler Hand, d. h., es sind Fylkesveier; es gibt nur noch 19 Riksveier. Den Fylke wurden für die neuen Aufgaben 6,9 Milliarden Kronen zugesprochen.